# Zu Unserer Lieben Frau (Oberlauterbach)

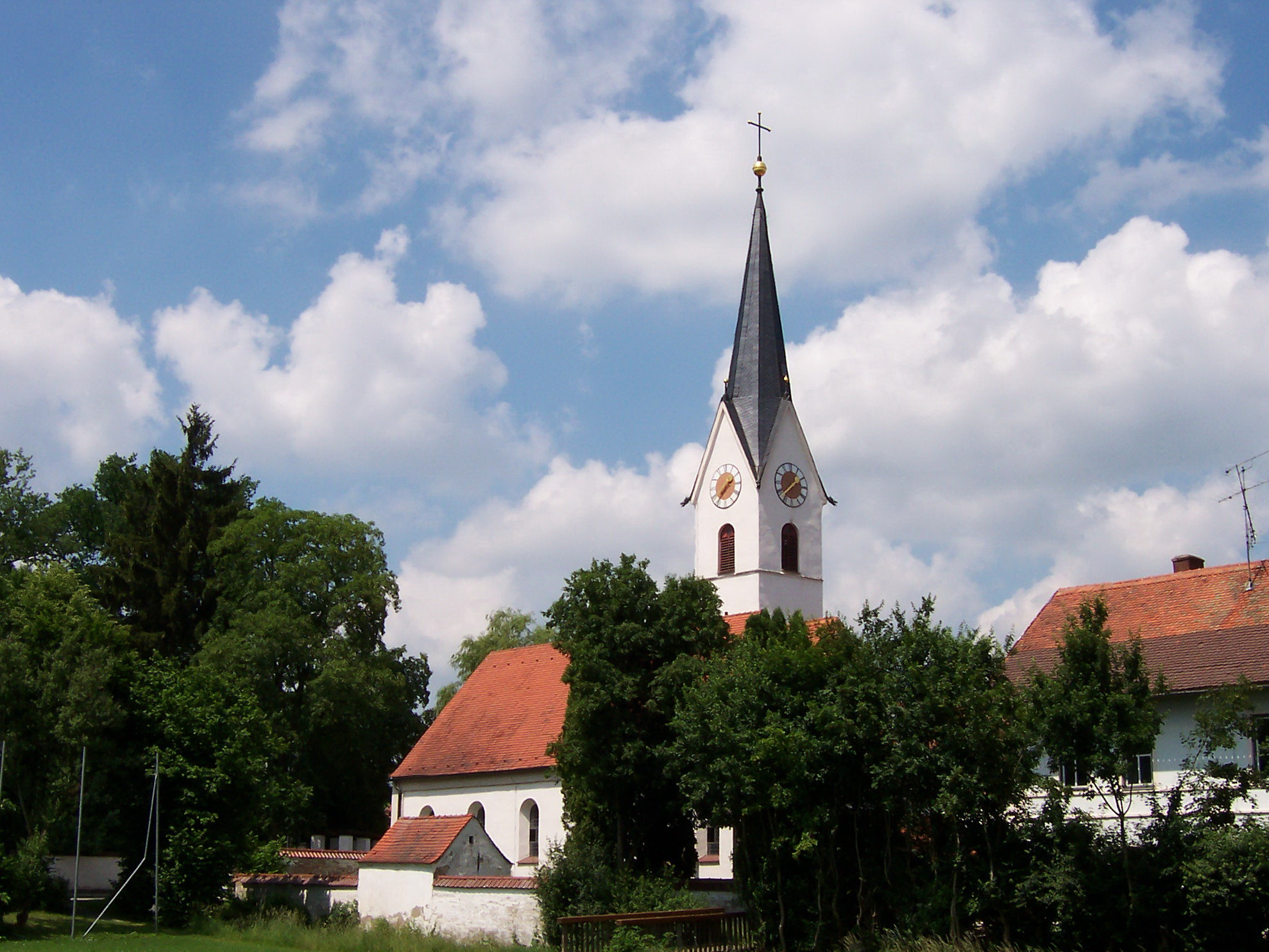
Außenansicht der Filialkirche Unserer Lieben Frau von Südosten

Die römisch-katholische Filialkirche Zu Unserer Lieben Frau in Oberlauterbach, einem Gemeindeteil des Marktes Pfeffenhausen im niederbayerischen Landkreis Landshut, ist eine barocke Saalkirche, die 1722 – vermutlich unter Einbeziehung älterer Langhausmauern – erbaut wurde. Auch die sogenannte Viehhausen-Kapelle, die laut Aufzeichnungen im Schlossarchiv 1587 anlässlich des Todes des Schlossherrn Siegmund Vieheuser errichtet wurde, ist in den Barockbau integriert. Daran ist erkennbar, dass die Geschichte der Kirche eng mit der des örtlichen Wasserschlosses verknüpft ist. Das Gotteshaus ist als Baudenkmal mit der Nummer D-2-74-172-51 beim Bayerischen Landesamt für Denkmalpflege eingetragen. Seit dem 1. Juni 2024 ist die Kirche in Oberlauterbach eine Filialkirche der Pfarrei St. Laurentius in Niederhornbach und gehört damit zur Pfarreiengemeinschaft Pfeffenhausen im Bistum Regensburg.

## Architektur

### Außenbau
Der nach Osten ausgerichtete Saalbau umfasst einen nicht eingezogenen Chor mit zwei Jochen und Schluss in drei Achteckseiten sowie ein Langhaus mit vier Fensterachsen. Die zweigeschossige Sakristei ist nördlich an den Chor angebaut. Neben der Sakristei steht an der östlichen Langhausachse steht der Turm, während die drei westlichen Fensterachsen von der Viehhausen-Kapelle eingenommen werden, die also in Form eines Seitenschiffs in den Kirchenbau einbezogen ist. Der Außenbau von Kirche, Seitenkapelle und Sakristei wird von Lisenen gegliedert. Die Fensteröffnungen sind rundbogig ausgeführt. In der Sakristei, über dem Portal, das in der mittleren Achse der Seitenkapelle angeordnet ist, und an der Westfassade befinden sich Rundfenster.
Der Turm ist über quadratischem Grundriss errichtet. Der Unterbau, der sich bis knapp über die Firsthöhe des Kirchenschiffs erstreckt, ist bis auf schmale Lichtschlitze äußerlich ungegliedert. Über einem zarten Gesims erhebt sich das Glockengeschoss mit allseitigen, rundbogigen Schallöffnungen. Vier Steilgiebel, die jeweils ein Ziffernblatt der Turmuhr enthalten, leiten zu einem neugotischen Spitzhelm über, der von Turmkugel und Kreuz bekrönt wird.

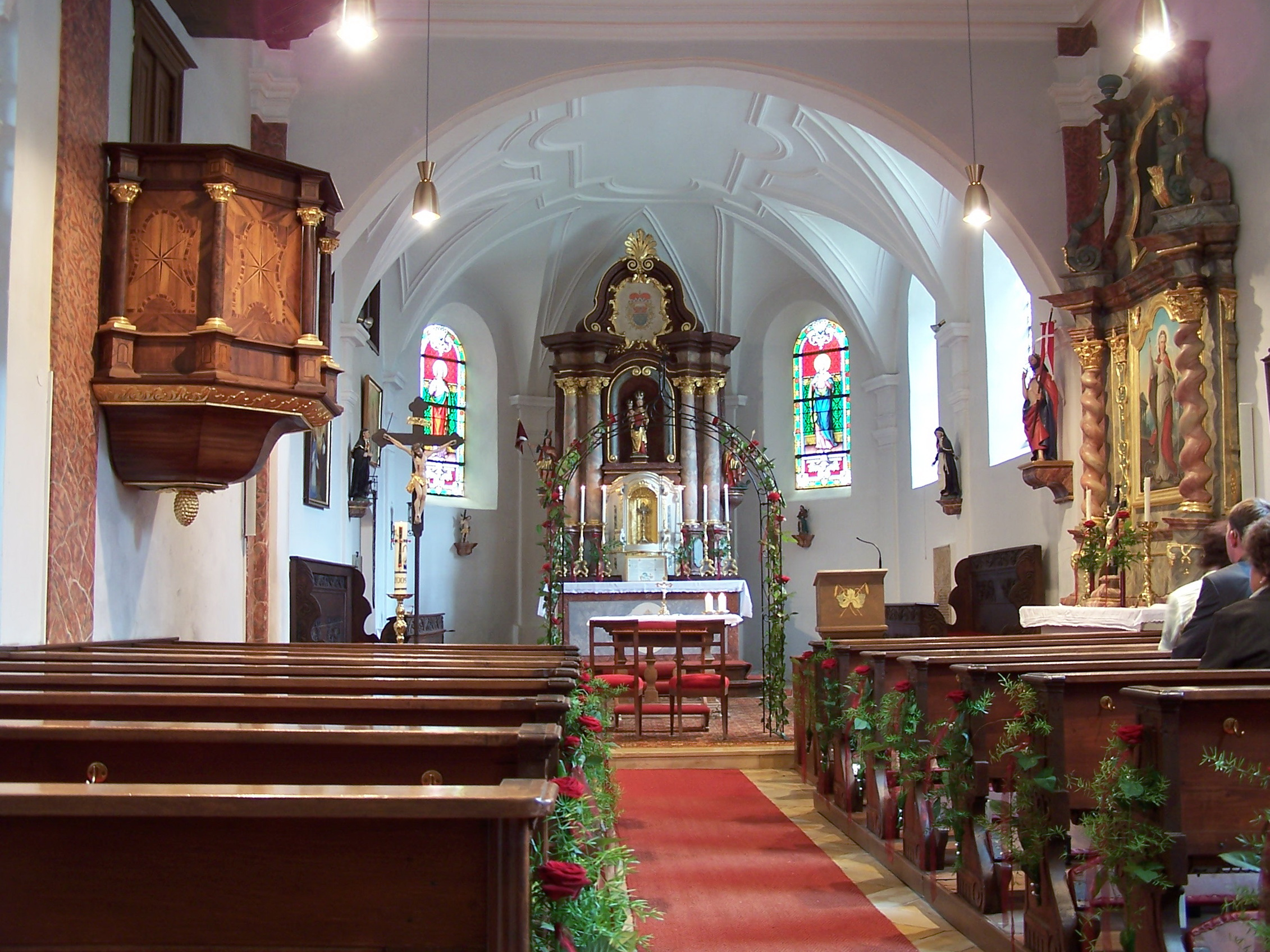
Innenraum

### Innenraum
Der Chorraum wird von einem Tonnengewölbe mit Stichkappen und Stuckrahmenfeldern überspannt. Die mit Hohlkehle und Kranzgesims versehene Flachdecke des Langhauses ist ebenfalls mit Rahmenstuckfeldern verziert. Die Wände von Chor und Langhaus werden von Pilastern gegliedert. Das Seitenschiff ist ebenfalls mit einer Flachdecke über einer Hohlkehle ausgestattet. Im Gegensatz zum Hauptschiff fehlen jedoch die Pilaster.  Die beiden Schiffe werden durch rechteckige Pfeiler mit vorgelegten Pilastern sowie runde Scheidbögen getrennt. Im rückwärtigen Langhausjoch ist eine Orgelempore eingezogen, die sich über Haupt- und Seitenschiff erstreckt.
Auch die Sakristei enthält eine Flachdecke mit Stuckrahmenfeldern. Ihr Obergeschoss öffnet sich in Form eines Oratoriums zum Chorraum.

## Ausstattung

### Altäre
Der barocke Hochaltar stammt aus der Entstehungszeit der Kirche. Der Stuckmarmoraufbau wird von vier Rundsäulen getragen und von einem geschweiften Aufsatz bekrönt, der das Wappen der Portia trägt. Zwischen den Säulen ist in einer rundbogigen, mit Voluten dekorierten Nische eine spätgotische Marienfigur mit Jesuskind aus der Zeit um 1480 angeordnet. Die Krone beider Figuren wurden später ergänzt. Darunter ist ein vergoldeter Tabernakel mit Aussetzungsnische angeordnet. Die Heiligen Mauritius (links), der frühere Kirchenpatron, und Georg, die als Seitenfiguren auf Konsolen angeordnet sind, flankieren den Aufbau. Neben dem Hochaltar sind unter den bemalten Fenstern in den Schrägseiten des Chores kleine Figuren der Heiligen Sebastian (links) und Rochus (rechts) angebracht.
In der östlichen Achse des Langhauses, mit dem Rücken an die Südwand gestellt, befindet sich ein barocker Seitenaltar mit zwei gewundenen Säulen, Volutenaufsatz und Bandwerkdekor. Auf dem großformatigen Altarblatt ist die heilige Philomena dargestellt. Links neben dem Seitenaltar ist an dem Pilaster, der den Übergang vom Langhaus zum Chor markiert, eine Figur des Christus Salvator angebracht. Das Pendant, das früher auf der Nordseite neben der Kanzel aufgestellt war, befindet sich heute in der Viehhausen-Kapelle. Auf dem Altarblatt ist der heilige Sebastian zu sehen.
Der Volksaltar ist aus einem Teil der ehemaligen Kommunionbank angefertigt.

### Kanzel
Die barocke Kanzel wurde um 1690 und ist somit älter als der Kirchenbau selbst. Der polygonale Korpus ist mit Ecksäulchen und Ornamentintarsien verziert, der Schalldeckel mit großblättrigem Akanthusschnitzwerk.

### Übrige Ausstattung
Das mit Akanthusrankwerk und gerieften Bändern verzierte Chorgestühl ist barock und stammt aus der Entstehungszeit der Kirche. An den beiden seitlichen Pfeilern im Chor ist jeweils eine Figur der heiligen Gertrud von Helfta angebracht, die jeweils das flammende Herz als ihr wichtigstes Attribut enthalten. Ein Gemälde an der Nordwand des Chores stellt die Heiligen Franz von Sales und Johanna Franziska von Chantal dar, die 1610 den Orden von der Heimsuchung Mariens – die Gemeinschaft ist heute vor allem als Orden der Salesianerinnen bekannt – gründeten. Anstelle des nördlichen Seitenaltares befindet sich heute der Taufstein, dessen Deckel mit einer Figur des Johannes’ des Täufers versehen ist.
Das östliche Drittel des Seitenschiffs, die sogenannte Viehhausen-Kapelle, ist durch ein schmiedeeisernes Abschlussgitter abgetrennt – eine bemerkenswerte Renaissancearbeit, die mit der Jahreszahl 1588 bezeichnet ist. Sie enthält das Wappen der Adelsfamilie Vieheuser, den damaligen Schlossherren von Oberlauterbach. An dem Pfeiler neben dem Abschlussgitter befindet sich eine barocke Figur des heiligen Johannes Nepomuk aus der Zeit um 1730/40. Am gegenüberliegenden Wandpilaster ist ein lebensgroßes, barockes Kruzifix angebracht. In der Kirche befinden sich zahlreiche Grabdenkmäler der ehemaligen Schlossherren von Oberlauterbach aus dem 16. bis 18. Jahrhundert.